# 260 a.C.

## Eventos
- Caio Duílio e Cneu Cornélio Cipião Asina, cônsules romanos.
- Quinto ano da Primeira Guerra Púnica: depois de Asina ter sido capturado na Batalha das ilhas Líparas, Caio Duílio venceu os cartagineses na Batalha de Milas utilizando o corvo.
- 130a olimpíada: Filino de Cós, vencedor do estádio pela segunda vez. Ele havia vencido na olimpíada anterior.[1]